# شاووی
شاووی (به مجاری:  Sávoly) یک منطقهٔ مسکونی در مجارستان است که در ناحیه مارتسالی واقع شده‌است. شاووی ۲۶٫۸۴ کیلومتر مربع مساحت و ۴۸۶ نفر جمعیت دارد.